# هو جونگ مین
هو جونگ مین (کره‌ای: 허정민؛ زادهٔ ۱۱ نوامبر ۱۹۸۲) بازیگر و موسیقی‌دان اهل کره جنوبی است. او از سال ۲۰۰۰ تا ۲۰۰۱ یکی از اعضای گروه موسیقی راک مون چایلد (که اکنون با نام ام‌سی د مکس شناخته می‌شود) بود. به عنوان بازیگر، او در مجموعهٔ تلویزیونی سال ۲۰۱۴ به نام ازدواج بدون قرار نقش اصلی بوده‌است.